# Katholische Fachakademie für Sozialpädagogik München
Die Katholische Fachakademie für Sozialpädagogik München ist eine kirchliche Stiftung des öffentlichen Rechts. Sie ging am 19. Juli 1967 in die Trägerschaft des neugegründeten Schulvereins Katholische Bildungsstätten für Sozialberufe in Bayern e. V. über und hat ihren Sitz im Münchner Stadtteil Harlaching.

## Geschichte und Gegenwart

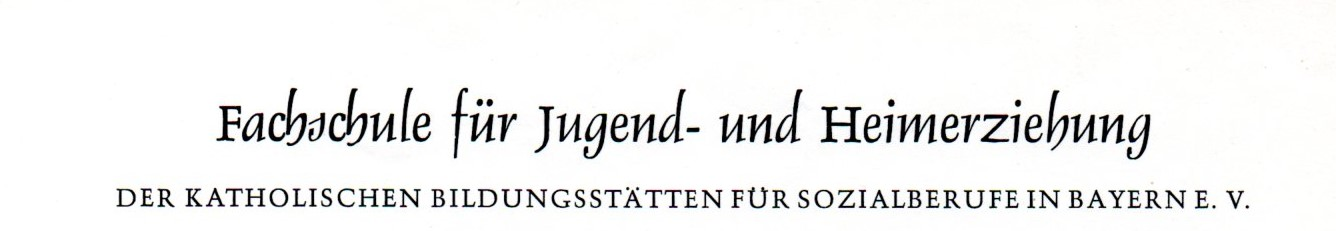
Ehemaliges Logo der Ausbildungsstätte; archiviert im Ida-Seele-Archiv

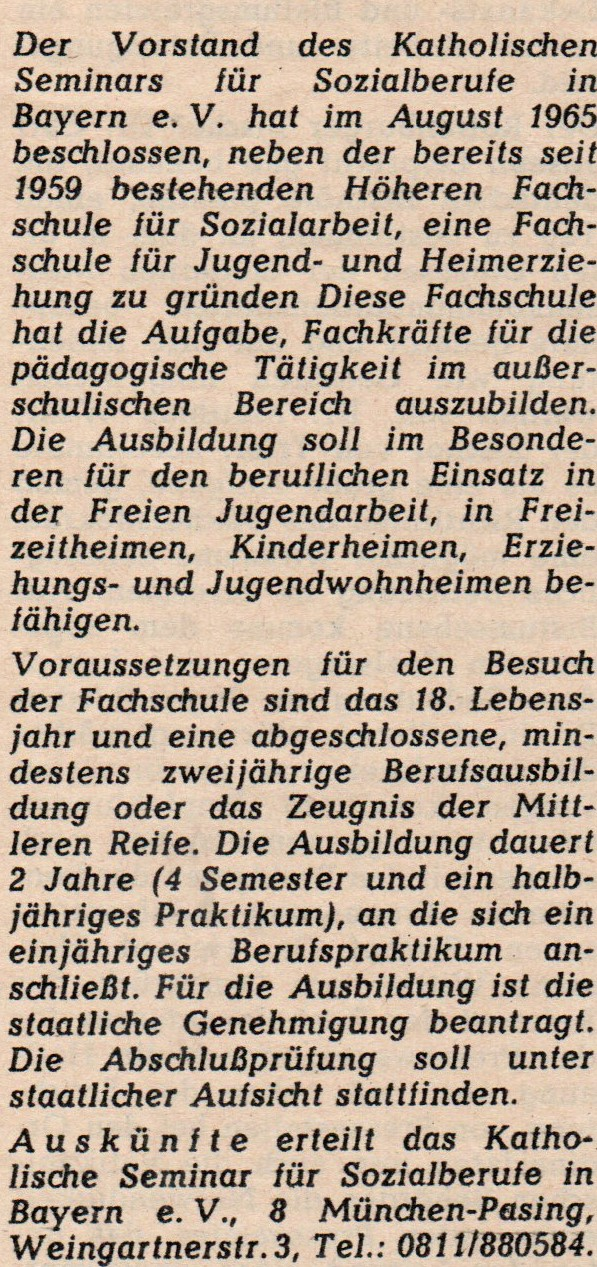
Werbeanzeige der Schule 1966; archiviert im Ida-Seele-Archiv

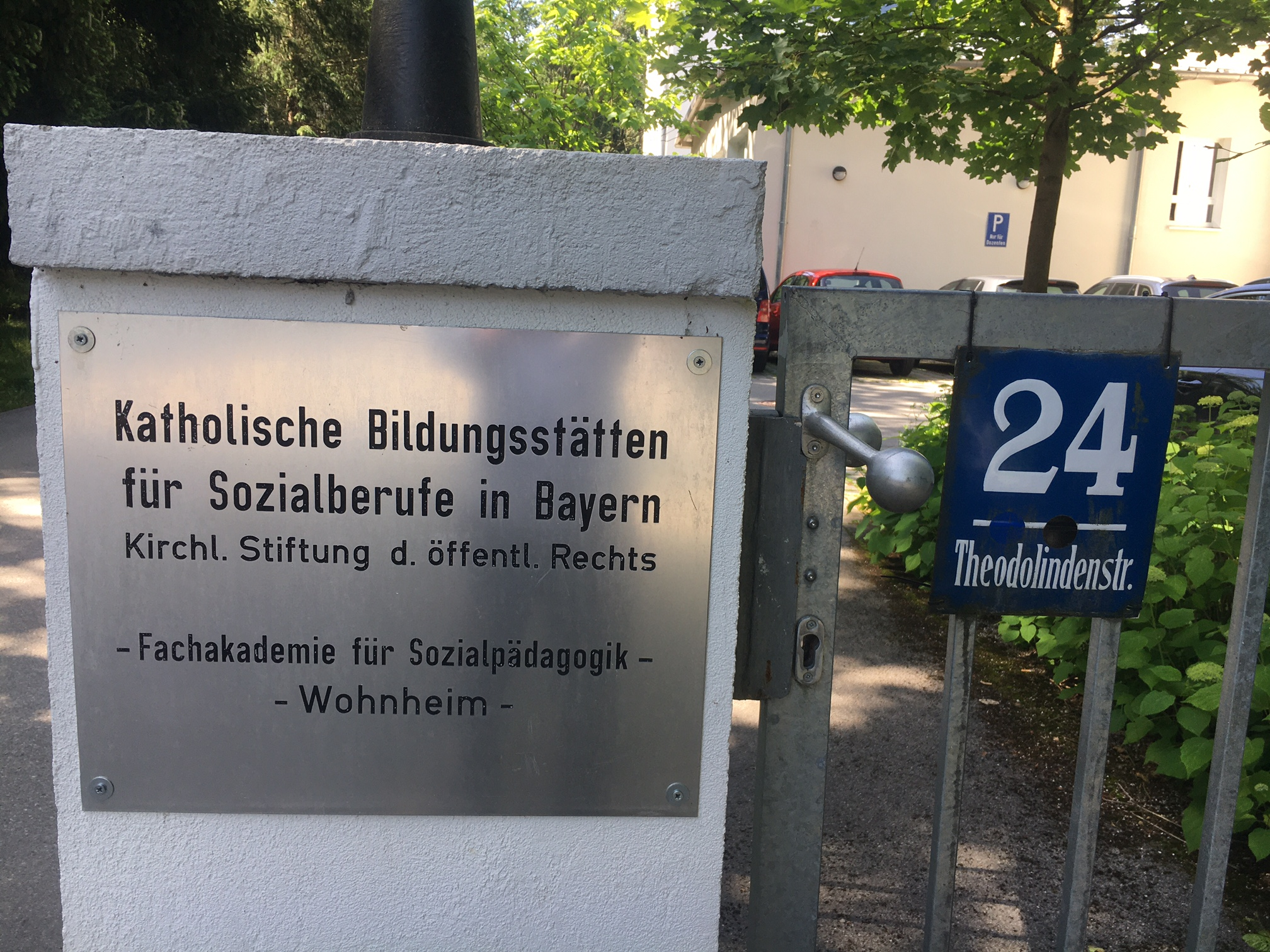
Eingang zur FAKS

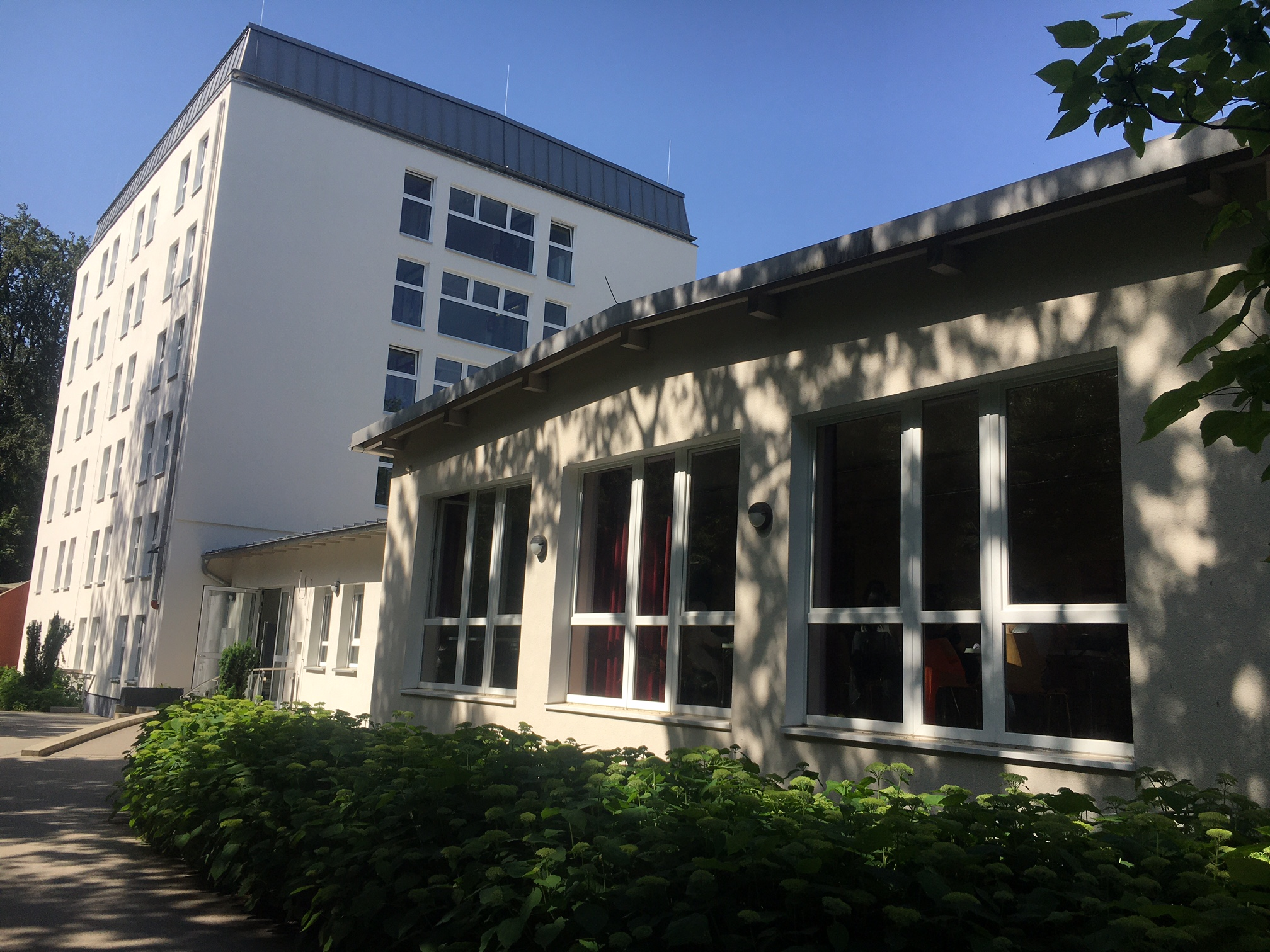
Blick auf die FAKS

Am 8. August 1965 hatte der Vorstand des Schulvereins Katholisches Seminar für Sozialberufe in Bayern e. V. auf Initiative und unter Federführung von Hermann Zeit und Wilhelm Bleyer beschlossen, eine Fachschule für Jugend- und Heimerziehung (für Männer und Frauen) ins Leben zu rufen. Die nur wenige Jahre in München-Pasing angesiedelte Schule gehörte zu den ersten geschlechtsgemischten, konfessionell gebundenen sozialen Ausbildungsstätten in Bayern. Außerdem war sie deutschlandweit eine der ersten Ausbildungsstätten speziell für Jugend- und Heimerziehung. Bis dahin arbeiteten beispielsweise in den Heimen, wenn überhaupt ausgebildetes Personal, überwiegend Kindergärtner oder Hortner.
Am 2. Mai 1966 begann mit Kurs A der erste Unterricht. Aufnahmebedingung war eine abgeschlossene Berufsausbildung. Die ersten 24 Studierenden hatten z. B. folgende Berufe erlernt: Starkstromelektriker, Maurer, Medizinisch-Technischer-Assistent, Rechtsanwaltsgehilfin, Büroangestellte, Kinderpflegerin, Heizer etc. Einige der Schüler des ersten Kurses absolvierten noch später die Fachhochschule für Sozialpädagogik bzw. ein Universitätsstudium.
Die neue Fachschule verstand sich als eine Antwort auf die damals drängenden/bedrängenden Fragen, die aus den Arbeitsfeldern der Jugendpflege und Heimerziehung kamen. Demzufolge standen auch genannte Arbeitsfelder im Fokus der Ausbildung. Direktor Hermann Zeit unterrichtete das Fach Berufskunde (einschließlich Heimpädagogik/Jugendkunde). Seinerzeit wurden beispielsweise noch die FEH/FE-Maßnahmen, die zu einer Heimunterbringung führen können, gelehrt.
1967 wurde die Ausbildungsstätte in Fachschule für Sozialpädagogik umbenannt. Sechs Jahre später erhielt sie, mit Inkrafttreten des bayerischen Gesetzes über das berufliche Schulwesen (1. Januar 1973), den Status einer staatlich anerkannten privaten Fachakademie für Sozialpädagogik.
Die Akademie ist dreizügig und der Unterricht wird von 7 hauptberuflichen und über 30 nebenberuflichen Lehrkräften erteilt. Die Studierenden werden in folgende außerschulische/sozialpädagogische Arbeitsfelder eingeführt:
- Krippen- und Kleinstkinderpädagogik
- Elementarpädagogik
- Arbeit mit Schulkindern
- Stationäre Kinder- und Jugendarbeit
- Offene Kinder- und Jugendarbeit
- Heilpädagogische Einrichtungen (Tagesstätten, Heime etc.)

Die Ausbildungsstätte beteiligt sich am Modellversuch „OptiPrax“ für Abiturientinnen, der in Bayern im Schuljahr 2016/17 startete.

## Leitbild
Die konfessionell gebundene Ausbildungsinstitution versteht sich als Gemeinschaft/Gemeinde, die, da sie sehr heterogen zusammengesetzt und deshalb 'mit großer Ungleichzeitigkeit des Bewußtseins' (Karl Rahner) ausgestattet ist, viele Erlebnis- und Lernmöglichkeiten anbietet. Mitbeteiligung, Mitverantwortung, Engagement, Selbstverwirklichung mit anderen sind wichtige Elemente an der Katholischen Fachakademie für Sozialpädagogik München. Die genannten Kriterien halten wir bedeutsam für eine Tätigkeit in sozialpädagogischen Arbeitsfeldern.

## Schulleitung
- Hermann Zeit
- Jörg Trottmann (kommissarisch)
- Hans Michael Miller
- Werner van Laak
- Christoph Horner

## Absolventen (Auswahl)
- Manfred Berger (* 1944), Erziehungswissenschaftler